# Europamästerskapen i badminton 2004
Europamästerskapen i badminton 2004 anordnades den 16-24 april i Genève, Schweiz. 

## Medaljsummering
| Pl. | Nation        | Guld | Silver | Brons | Totalt |
| --- | ------------- | ---- | ------ | ----- | ------ |
| 1   | Danmark       | 3    | 3      | 5     | 11     |
| 2   | Nederländerna | 2    | 1      | 1     | 4      |
| 3   | England       | 1    | 1      | 0     | 2      |
| 4   | Frankrike     | 0    | 1      | 0     | 1      |
| 5   | Tyskland      | 0    | 0      | 3     | 3      |
| 6   | Polen         | 0    | 0      | 1     | 1      |
| 6   | Sverige       | 0    | 0      | 1     | 1      |

## Resultat
| Event       | Guld                                 | Silver                         | Brons                             |
| Herrsingel  | Peter Gade                           | Kenneth Jonassen               | Björn Joppien                     |
| Herrsingel  | Peter Gade                           | Kenneth Jonassen               | Anders Boesen                     |
| Damsingel   | Mia Audina Tjiptawan                 | Pi Hongyan                     | Camilla Martin                    |
| Damsingel   | Mia Audina Tjiptawan                 | Pi Hongyan                     | Yao Jie                           |
| Herrdubbel  | Jens Eriksen Martin Lundgaard Hansen | Anthony Clark Nathan Robertson | Lars Paaske Jonas Rasmussen       |
| Herrdubbel  | Jens Eriksen Martin Lundgaard Hansen | Anthony Clark Nathan Robertson | Michal Logosz Robert Mateusiak    |
| Damdubbel   | Lotte Bruil Mia Audina Tjiptawan     | Rikke Olsen Ann-Lou Jørgensen  | Mette Schjoldager Pernille Harder |
| Damdubbel   | Lotte Bruil Mia Audina Tjiptawan     | Rikke Olsen Ann-Lou Jørgensen  | Juliane Schenk Nicole Grether     |
| Mixeddubbel | Nathan Robertson Gail Emms           | Jonas Rasmussen Rikke Olsen    | Jens Eriksen Mette Schjoldager    |
| Mixeddubbel | Nathan Robertson Gail Emms           | Jonas Rasmussen Rikke Olsen    | Fredrik Bergström Johanna Persson |
| Lag         | Danmark                              | Nederländerna                  | Tyskland                          |